# Adrian Rădulescu (politician)
Adrian Rădulescu (n. 30 martie 1955, Mălăiești, județul Prahova - d. 19 mai 2021, București) a fost un politician român, ales deputat în legislatura 2008-2012  în județul Neamț din partea Partidului Democrat Liberal (PDL) și președintele Asociației Fermierilor din România. 
Adrian Rădulescu a fost deputat în legislatura 2008-2012. Acesta l-a înlocuit pe Victor Surdu datorită decesului lui Surdu, fiind validat la data de 5 septembrie 2011. 
Adrian Rădulescu, a murit pe data de 19 mai 2021, la vârsta de 66 de ani. Își doarme somnul de veci, la Cimitirul Străulești 2. 